# Stehlikiana torquata
Stehlikiana torquata är en insektsart som beskrevs av Young 1977. Stehlikiana torquata ingår i släktet Stehlikiana och familjen dvärgstritar. Inga underarter finns listade i Catalogue of Life.